# Steppin' Out with the Grateful Dead: England '72
Steppin' Out with the Grateful Dead: England '72 je box set, složený z koncertních nahrávek americké skupiny Grateful Dead. Nahrávky pocházejí z dubna a května 1972. Album vyšlo 9. července 2002.

## Seznam skladeb
| Disk 1 | Disk 1                                     | Disk 1                    | Disk 1 |
| Pořadí | Název                                      | Autor                     | Délka  |
| ------ | ------------------------------------------ | ------------------------- | ------ |
| 1.     | Cold Rain and Snow                         | trad., arr. Grateful Dead | 6:02   |
| 2.     | Greatest Story Ever Told                   | Hunter, Hart, Weir        | 6:00   |
| 3.     | Mr. Charlie                                | Hunter, McKernan          | 3:52   |
| 4.     | Sugaree                                    | Hunter, Garcia            | 7:34   |
| 5.     | Mexicali Blues                             | Barlow, Weir              | 4:10   |
| 6.     | Big Boss Man                               | Dixon, Smith              | 6:28   |
| 7.     | Deal                                       | Hunter, Garcia            | 5:51   |
| 8.     | Jack Straw                                 | Hunter, Hart              | 5:19   |
| 9.     | Big Railroad Blues                         | Lewis                     | 4:26   |
| 10.    | It Hurts Me Too                            | James                     | 6:07   |
| 11.    | China Cat Sunflower                        | Hunter, Garcia            | 5:05   |
| 12.    | I Know You Rider“ / „Happy Birthday to You | trad., arr. Grateful Dead | 7:50   |
| 13.    | Playing in the Band                        | Hunter, Hart, Weir        | 10:10  |

| Disk 2 | Disk 2                          | Disk 2                    | Disk 2 |
| Pořadí | Název                           | Autor                     | Délka  |
| ------ | ------------------------------- | ------------------------- | ------ |
| 1.     | Good Lovin'                     | Clark, Resnick            | 20:31  |
| 2.     | Ramble on Rose                  | Hunter, Garcia            | 6:41   |
| 3.     | Black-Throated Wind             | Barlow, Weir              | 6:07   |
| 4.     | Sitting on Top of the World     | Carter, Jacobs            | 3:30   |
| 5.     | Comes a Time                    | Hunter, Garcia            | 7:01   |
| 6.     | Turn on Your Love Light         | Malone, Scott             | 13:02  |
| 7.     | Goin' Down the Road Feeling Bad | trad., arr. Grateful Dead | 8:22   |
| 8.     | Not Fade Away                   | Holly, Petty              | 4:54   |
| 9.     | Hey! Bo Diddley                 | Diddley                   | 4:30   |
| 10.    | Not Fade Away                   | Holly, Petty              | 3:06   |

| Disk 3 | Disk 3                                      | Disk 3                     | Disk 3 |
| Pořadí | Název                                       | Autor                      | Délka  |
| ------ | ------------------------------------------- | -------------------------- | ------ |
| 1.     | Rockin' Pneumonia and the Boogie Woogie Flu | Smith                      | 5:15   |
| 2.     | Black Peter                                 | Hunter, Garcia             | 8:52   |
| 3.     | Chinatown Shuffle                           | McKernan                   | 3:23   |
| 4.     | Truckin'                                    | Hunter, Garcia, Lesh, Weir | 10:14  |
| 5.     | Drums                                       | Kreutzmann                 | 2:44   |
| 6.     | The Other One                               | Kreutzman, Weir            | 19:31  |
| 7.     | El Paso                                     | Robbins                    | 4:47   |
| 8.     | The Other One                               | Kreutzman, Weir            | 8:20   |
| 9.     | Wharf Rat                                   | Hunter, Garcia             | 10:48  |
| 10.    | One More Saturday Night                     | Weir                       | 4:57   |

| Disk 4 | Disk 4                                | Disk 4                                                | Disk 4 |
| Pořadí | Název                                 | Autor                                                 | Délka  |
| ------ | ------------------------------------- | ----------------------------------------------------- | ------ |
| 1.     | Uncle John's Band                     | Hunter, Garcia                                        | 7:20   |
| 2.     | The Stranger (Two Souls in Communion) | McKernan                                              | 7:57   |
| 3.     | Dark Star                             | Hunter, Garcia, Hart, Kreutzman, Lesh, McKernan, Weir | 31:27  |
| 4.     | Sugar Magnolia“ / „Sunshine Daydream  | Hunter, Weir                                          | 7:15   |
| 5.     | Caution (Do Not Stop on Tracks)       | Grateful Dead                                         | 17:15  |
| 6.     | Brokedown Palace                      | Hunter, Garcia                                        | 7:02   |

## Sestava
- Jerry Garcia – sólová kytara, zpěv
- Bob Weir – rytmická kytara, zpěv
- Ron „Pigpen“ McKernan – varhany, harmonika, zpěv
- Phil Lesh – basová kytara, zpěv
- Bill Kreutzmann – bicí
- Keith Godchaux – piáno
- Donna Jean Godchaux – zpěv